# Kalendarium Prawęcina
Prawęcin – wieś położona 9 km na W od Ostrowca Świętokrzyskiego, nad rzeką Węgierką; około 18 km na NE od klasztoru świętokrzyskiego.
Nazwy lokalne wsi w dokumentach źródłowych – 1340 „Praueczin”, „Praveczin”, 1362n. „Prawanczin”, 1411 „Pravanczin”, 1430 „Prawancino”, 1440 „Prawanczin”, „Prawiączim”, „Prawianczin”, 1470–80 „Prawaczyn”, „Prawyaczyn”, 1479 „Prawyaczin”, 1485 „Prawyenczin”, 1496 „Prawaczyn”, 1504 „Prawyeczyn”, 1506 „Pravaczin”, 1510 „prawÿaczÿn”, 1529 „Prawączin”, „Prawdoczin” [!], 1530 „Prawanczyn”, 1532 „Prawęczÿn”, 1564-5 „Prawaczyn”, 1569 „Prawaczin”, 1571, 1577 „Praweczin”, 1578 „Pravenczin”, 1629 „Praweczin”, 1686n. „Prawęcin”.

## Podległość administracyjna świecka i kościelna
1340 ziemia sandomierska, 1479 powiat opatowski. 1504 powiat sandomierski, 1787 powiat radomski, 1827 powiat opatowski (Tabela II 116); 1470–80 parafia Kunów (Długosz L.B. II 477).

## Opis granic
- 1362 – graniczy z Kunowem[8].
- 1362, 1407 – graniczy z → Dołami[9].
- 1470–80 – graniczy z Kunowem, Wirami, Dołami, Nosowem, Kotarszynem, Chocimowem (Długosz L.B. III 238);
- 1485 – brak wytyczonej granicy między Prawęcinem a Dołami [Opacimi][10].
- 1496 – zawarta była ugoda między Maciejem opatem i konwentem[a] klasztoru świętokrzyskim a ksienią klasztoru w Busku w sprawie granic między wsiami Nosów i Kotarszyn należącymi do klasztoru w Busku a posiadłościami klasztoru świętokrzyskiego Boleszyn i Prawęcin. Granice wyznaczone są znakami stożkowatymi, czyli okopanymi kamieniami.

Pierwsza część granicy z Boleszynem – od granicy między wsiami Szeligi, Kotarszynem i Prawęcinem wzdłuż starych znaków przez drogę z Boleszyna do Prawęcina, prosto do zarośli zwanej Wysokie Ciernie, skąd przez dolinę zwaną Sójka (Soyka) tak, że cała łąka należy do klasztoru świętokrzyskiego, a zarośla z prawej strony, porastające zbocza doliny, do klasztoru w Busku, dalej do rzeczki Węgierki, która płynie pod lasem należącym do wsi Nosów.
- 1705 – dokładny opis granic z sołectwem → Małe Jodło, wspomniana droga z Małego Jodła do Prawęcina i Kurowa[12].
- 1780 – granice Prawęcina i Dołów [Opacich]. Od narożnicy Kotarszyna, Szeligów i Boleszyna przy folwarku „na Zagaiu” (→ Zagaje), przy kamieniu na drodze z Szelig do młyna w Nosowie, na E do rozdołu Sójka, do rzeczki przy młynie nosowskim, w lewo wzdłuż rzeki między gruntami wójtostwa Małe Jodło, laskiem nosowskim aż do Małego Jodła. Tu rzeka skręca w lewo, a granica w prawo pod górę nosowską do narożnicy Kocimowa, w lewo zaroślami na N do „Przerwy”, stąd wałem granicznym na N wzdłuż granicy z Kocimowem do narożnicy Kunowa, dalej na W wzdłuż granicy z Kunowem do narożnicy Małego Mietelicka i Kunowa, granicą z Małym Mietelickiem do narożnicy Wielkiego i Małego Mietelicka {dziś Nietulisko Duże i Nietulisko Małe, na W przez lasek sosnowy do kamienia naprzeciw upustu na rzece Świślinie, w lewo wzdłuż ogrodów dolskich biskupa krakowskiego do błonia, którego używają na pasze wspólnie mieszkańcy obu wsi Doły, do Świśliny, która wyznacza granicę wsi Wiry, gdzie narożnica z Szeligami, w lewo do gruntów wójtostwa Małe Jodło, przez lasek do ścieżki do Kotarszyna, stąd do punktu wyjścia[13].

## Kalendarium - własność, obciążenia i powinności ekonomiczne
Własność szlachecka, od lat 1438/79 klasztoru świętokrzyskiego
- 1340 – Kazimierz III Wielki zezwala Jadwidze wdowie po Broszku z Prawęcina i jej synom Falisławowi, Tomisławowi i Wojciechowi lokować na prawie niemieckim wieś Prawęcin[4].
- 1362 – Tomek z Prawęcina wygrywa proces z biskupem krakowskim o „leczeństwo”, czyli prawo użytkowania i wyrębu lasu przez poddanych na własne potrzeby[14].
- 1386–1400 – Tomek zwany Brozecz z Prawęcina[15].
- 1401 Anna wdowa po Sięgniewie z Konar i jej córka Spytka wdowa po Warszu z Michowa zrzekają się na rzecz swego syna i brata - Tomka Kalskiego część wsi Prawęcin i Doły [Opacie][16].
- 1407 – w sporze biskupa krakowskiego z Tomkiem z Prawęcina, a po jego śmierci z Anną wdową po Sięgniewie z Konar o „leczeństwo” w borze za rzeką Świśliną dla poddanych Prawęcina i Dołów [Opacich], które zarezerwował biskup dla swoich poddanych, zapada wyrok na korzyść bpa[17].
- 1396–1438 – Tomek Kalski z Prawęcina herbu Poraj, kasztelan wiślicki (Polski Słownik Biograficzny.- XI 501)[18][19].
- 1411 – Tomek z Prawęcina zapisuje swojej żonie Katarzynie i jej rodzicom 600 grzywien wiana i posagu na części wsi Prawęcin, to znaczy na 16 kmieciach, 5 karczmach i dworze z rolami, pod warunkiem, że nie wyjdzie ona po jego śmierci za mąż[20].
- 1438 – Katarzyna wdowa po Tomku Kalskim z Prawęcina, kasztelana wiślickiego, ofiarowuje Maciejowi opatowi i konwentowi świętokrzyskiego 500 grzywien posagu zapisanych jej przez męża na wsi Prawęcin, w której posiadanie ma wejść opactwo po jej śmierci i dzierżyć ją aż do zwrotu tej kwoty[21].
- 1440 – sąd ziemski sandomierski za zgodą wyżej wymienionej Katarzyny polecił woźnemu wwiązać klasztor świętokrzyski w wieś Prawęcin[22]
- 1440 – woźny sądu ziemskiego sandomierskiego wwiązuje Macieja opata świętokrzyskiego w wieś Prawęcin na mocy zapisu  Katarzyny[23][24].
- 1470–80 – Z opisu Długosza wiadomo – wieś niegdyś szlachecka, ale Katarzyna herbu Morowa lub Morawa (co oznacza Mory), wdowa po Tomku Kalskim herbu Róża (to znaczy Poraj) z Prawęcina, zapisała klasztorowi świętokrzyskiego na Prawęcinie 500 grzywnien Jest tu folwark niegdyś rycerski, teraz klasztorny, 6 łanów kmiecych, 4 karczmy.

Kmiecie płacą po 0,5 grzywny czynszu i królowi po 2 grosze poradlnego, dają po 30 jaj, 2 koguty oraz sep: po 1 miarze żyta i 4 korce owsa. Pracują po 1 dniu tygodniowo własnym wozem lub pługiem. Wszystkie karczmy płacą po 2 grzywny 44 drosze czynszu (Długosz L.B. III 237-8).
- 1479 Kazimierz Jagiellończyk zatwierdza nadanie wsi Prawęcin z pewnymi dochodami, rolami i łąkami we wsi Doły [Opacie] dokonane przez Jakuba z Koniecpola kasztelana i starosty przemyskiego, prawego spadkobiercę Tomka Kalskiego z Prawęcina, wraz z rezygnacją przez tegoż na rzecz Jana opata i konwentu świętokrzyskiego z sumy 500 grzywien zapisanej opactwu przez Katarzynę z Prawęcina[5].
- 1504, 1506 – pobór z 2 łanów[25].
- 1510 – pobór z 2 łanów i ½ łana opustoszałego[26].
- 1529 – pobór z 3 łanów[27] ;
- 1529 – należy do stołu opata, płaci 3 grzywny 9 groszy czynszu[28].
- 1530, 1532 – opat świętokrzyski daje pobór z 2,5 łana i karczmy[29].
- 1553 – Zygmunt II August przenosi na prawo niemieckie imiennie wyliczone posiadłości klasztoru świętokrzyskiego, w tym Prawęcin[30].
- 1564-5 – należy do klasztoru świętokrzyskiego[31].
- 1569, 1571 –opat świętokrzyski daje pobór z 5,5 łanów, karczmy i młyna o 1 kole[32].
- 1577 – kl. świętokrzyski daje pobór od 11 kmieci na 5,5 łanach i karczmy[33].
- 1578 – opat świętokrzyski daje pobór od 11 kmieci na 5,5 łanach, 1 zagrodnika z rolą, 2 komorników bez bydła i z karczmy z rolą[34][35].
- 1629 – opat świętokrzyski daje pobór od 11 kmieci na 5,5 łanach, 1 zagrodnika z rolą. 2 komorników bez bydła i z karczmy z rolą[36].
- 1662 – opat świętokrzyski daje pogłówne od 72 mieszkańców wsi oraz 6 mieszkańców młyna → Międzygórze[37].
- 1673 – pogłówne od 58 mieszkańców wsi i młyna Międzygórze[38].
- 1674 – pogłówne od 5 czeladzi folwarcznej, sołtysa szlachcica Wlejskiego z żoną i synem oraz od 40 mieszkańców wsi[39]
- 1705 – folwark i łąka sołtysa z Małego Jodła[12].
- 1780 – należy do klucza boleszyńskiego dóbr stołu opata komendatoryjnego. 14 domów, lasek, 5 półrolnych (Jakob Skowroński, Szymon Stefanek, Mateusz Storog, Kasper Duda, Jędrzej Job), 3 zagrodników (Kasper Soja, Marcin Nowak, Jan Sekuła), 6 chałup. (Jakob Baran, Wawrzeniec Opala, Urban Baran, Piotr Jabłoński, Marcin Kozieł, Mikołaj Job), 6 komorników (Franciszek Chaos, Sebastyan Baran, Marcin Błaszczak, Jan Skowroński, wdowa Matysakowa, wdowa Szymańska). Półrolni pracują po 3 lub 2 dni tygodniowo sprzężajem, niektórzy także po 2 dni tygodniowo pieszo, odrabiają po 4 dni powaby i 6 łokci oprawy, płacą po 1 grzywną 6 groszy czynszu, dają po 1 korcu żyta, ½ gęsi, 1 kapłonie i 15 jaj, zagrodnicy pracują po 3 dni tygodniowo pieszo, odrabiają po 2 dni powaby i 6 łokci oprawy, płacą po 12 gr czynszu, chał. pracują po 2 dni tyg. pieszo, odrabiają po 2 dni powaby i 4 łokcie oprawy, komornicy pracują po 1 dniu tygodniowo pieszo i odrabiają po 1 dniu powaby. 1685 pustych zagonów.

Subsidium charitativum wynosi 230 zł,
- 1787 – w Prawęcinie było 142 mieszkańców, w tym 7 Żydów[41].
- 1819 – wieś Prawęcin należy do stołu opata[42]
- 1827 – wieś posiadała 20 domów i 151 mieszkańców (Tabela II 116).

## Powinności dziesięcinne
Dziesięcina należy do plebana Kunowa, z folwarku do plebana  Giełczewa-Piasków, a od 1512 r. do klasztoru świętokrzyskiego.
- 1470–80 – z 6 łanów kmiecych, ról i 4 karczem dziesięcina snopowa i konopna wartości do 30 grzywien dowożą do stodoły plebana Kunowa, z folwarku dziesięcina należy do plebana Giełczewa-Piasków, a dziedzic Prawęcina ma prawo patronatu nad kościołem w Giełczewie (Długosz L.B.. II 477; III 237-8);
- 1512 – na mocy układu z plebanem Giełczewa-Piasków dziesięcina z folwarku w Prawęcinie ma należeć do klasztoru świętokrzyskiego[43].
- 1529 – z łanów kmiecych w Prawęcinie i Dołach (Opacich) dziesięcina snopowa wartości 7 grzywien należy do plebana Kunowa[44].
- przed 1577 – Tomasz Polanowski opat świętokrzyski przywrócił konwentowi zabraną przez poprzednika dziesięcina z Prawęcina[45].
- 1658 – Stanisław Sierakowski opat świętokrzyski przekazuje do dyspozycji konwentu między innymi dziesięcina z pewnych ról [folwarcznych] w Prawęcina, która ma być przeznaczona na potrzeby zakrystii[46].
- 1682 – Michał Gośki opat świętokrzyski potwierdza ww. nadanie swojego poprzednika, ponieważ zaś wydatki na rzecz zakrystii ponoszone przez zakonników wynosiły 500 zł rocznie, a dziesięcina prawęcińska była warta w jednym roku 50 zł, a w drugim 20 zł, przekazał dodatkowo konwentu kanon sołtysi z wójtostw należących do stołu opata[46][43].
- 1686 – biskup krakowski zatwierdza powyższe. nadanie[46].
- 1780 – dziesięcina wytyczna z Prawęcina i Dołów [Opacich] należy do plebana Kunowa, który pobiera ją z ról od P. do rzeki Węgierki, oraz do klasztoru świętokrzyskiego z gruntów po drugiej stronie tej rzeki[47].
- 1819 – dziesięcina snopowa od dawna „sprzeciwiana” należy do stołu konw. świętokrzyskiego[48].